# Дерзкий (эсминец, 1914)
«Дерзкий» — эскадренный миноносец типа «Дерзкий», построенный по «малой судостроительной программе» и принадлежавший к числу эскадренных миноносцев типа «Новик».

## История службы

### Служба в Российском Императорском флоте.
Зачислен в списке судов Черноморского флота 11 октября 1911 года. Заложен на стапеле завода «Наваль» 18 октября 1913 года, спущен на воду 2 марта 1914 года. В середине августа 1914 года, после завершения швартовочных испытаний, перешёл из Николаева в Севастополь для окончательной достройки и приёмных испытаний. 11 октября 1914 года «Дерзкий» был принят в состав 1-го дивизиона Минной бригады Черноморского флота.
С 16 по 18 октября 1914 года «Дерзкий» находился в своём первом боевом походе, имея целью перехват и уничтожение вражеских кораблей. До конца 1914 года эсминцем было совершено ещё 7 боевых походов к берегам Турции с целью обстрела побережья Угольного района, уничтожения турецких судов и выполнения минных постановок. 20 декабря 1914 года «Дерзкий» имел боевое столкновение с лёгким крейсером «Гамадие». 1915 год корабль встретил в море. За этот год «Дерзким» был совершён 21 боевой поход, в результате которых было уничтожено более 120 парусных и паровых судов. По мере вступления в строй во второй половине 1915 года эскадренных миноносцев типа «Счастливый» интенсивность использования кораблей типа «Дерзкий» немного снизилась. 28 ноября 1915 года эсминец участвовал в затоплении у острова Кефкен турецких канонерских лодок «Ташкепрю» 315 т и «Йозгат» 240 т. 
В кампанию 1916 года эсминец «Дерзкий» совершил 19 боевых походов для обстрела турецкого и румынского побережья, минных постановок, перевозок войск и охраны походов линейных кораблей и авиатранспортов. В январе 1917 года «Дерзкий» совершил 2 боевых похода к анатолийскому побережью, в ходе которых уничтожил 27 парусных и паровых судов. После возвращения в базу встал на текущий ремонт, который продлился до конца августа. В сентябре и октябре 1917 года эсминец дважды выходил на турецкие коммуникации. В ноябре-декабре этого же года участвовал в карательной операции против войск атамана Каледина.

### Служба во время Гражданской войны
16 декабря 1917 года эскадренный миноносец «Дерзкий», как и весь Черноморский флот перешел под командование большевистского Военно-революционного комитета. В январе 1918 года корабль принимал участие в боях у Дунайских Гирл, в дальнейшем базировался в Севастополе. После предъявления советскому правительству 25 апреля 1918 года ультиматума о сдаче Черноморского флота «Дерзкий» вместе с частью кораблей 29 апреля ушёл в Новороссийск. В июне этого же года, после возвращения в Севастополь был захвачен германскими войсками. В декабре 1918 года корабль перешёл под контроль английского командования и был уведён в порт Измит (Мраморное море).
В октябре-декабре 1919 года «Дерзкий», укомплектованный русской командой, находился в ремонте на Мальте. После завершения ремонта корабль был переведён в Севастополь, куда прибыл 9 марта 1920 года и вошёл в состав Белого Черноморского флота. В марте-августе 1920 года эсминец «Дерзкий» действовал против ВМС РККА в северо-западной части Чёрного моря, а в сентябре-октябре — на Азовском море.
14 ноября 1920 года вместе с остальными судами Русской эскадры эсминец покинул Крым. После высадки эвакуируемых в Константинополе, «Дерзкий» в конце декабря прибыл в Бизерту (Тунис). 29 декабря корабль был интернирован французскими властями и последующие 4 года находился на стоянке. После признания 29 октября 1924 года Францией СССР на корабле был спущен Андреевский флаг, а команда «Дерзкого» покинула корабль. В конце 1920-х годов корабль был продан Русметаллторгом на слом и в 1933 году был разобран на металл частной французской фирмой.

## Командиры
- капитан 2 ранга Молас Э. С. (3 марта 1914 года — 16 февраля 1915 года);
- капитан 2 ранга, капитан 1 ранга Гадд А. О. (16 февраля 1915 года — 3 мая 1916 года);
- капитан 2 ранга Черниловский-Сокол Н. И. (3 мая 1916 года — ?);
- лейтенант Житков Л. Л. (1918 год);
- капитан 2 ранга Гутан Н. Р. 2-й (с марта 1920 года)[2].